# Фаленопсис Париша
Фаленопсис Париша (лат. Phalaenopsis parishii) — эпифитное трявянистое растение семейства Орхидные. 
 Назван в честь первооткрывателя преподобного отца Самюэля Париша. 

Вид не имеет устоявшегося русского названия, в русскоязычных источниках обычно используется научное название Phalaenopsis parishii.

## Синонимы
- Aerides decumbens Griff, 1851
- Grafia parishii  (Rchb.f.) Hawkes, 1966
- Polychilos parishii  (Rchb.f.) Shim, 1982

## Биологическое описание
Миниатюрный моноподиальный листопадный эпифит.
 Корневая система хорошо развитая, корни плоские, гладкие, ветвящиеся. 
 Стебель короткий, полностью закрыт листьями.
 Листьев 1-3, они суккулентные, парные, тёмно-зелёные, удлинённо-овальные, длиной 5-17 см, шириной около 5 см.
Цветонос короткий, обычно не превышает длину листьев, прямостоящий или наклонный, плоский, длиной 5-14 см, появляется от основания стебля, несет 4-10 цветков. Цветоносов может быть несколько.
Цветки ароматные (фруктово-конфетный запах днем), долгоживущие, диаметром около 2 см, распускаются одновременно, держатся 15-20 дней. Цветки молочно-белого цвета с очень широкой губой.
Средняя доля губы пурпурная или пурпурно-лиловая, полуокруглая пластинка в её центре по краю бахромчатая или с длинными ресничками.
Сезон цветения в природе — весна. 
 Близкий вид — Phalaenopsis gibbosa.

## Распространение, экологические особенности

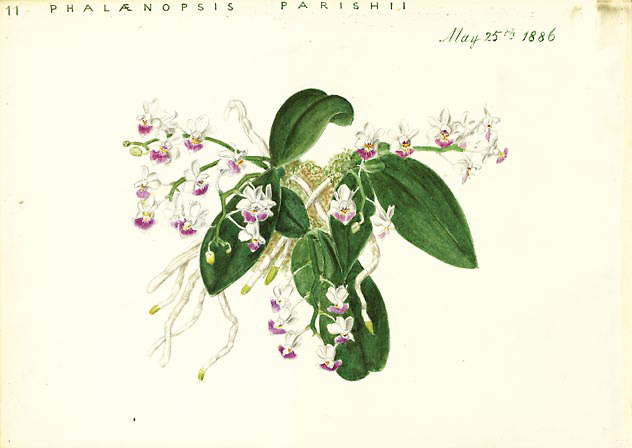
John Day. 1886 г.

Восточные Гималаи: Мьянма, Ассам Индия, Таиланд и Вьетнам. 
Растет в низинных местностях на покрытых мхом ветвях деревьев, в тени, на высотах от 0 до 500 м над уровнем моря. Зимой, во время сухого сезона листья опадают. Сохраняются только у некоторых растений растущих в максимально благоприятных условиях.
В местах естественного произрастания зарегистрированы экстремальные температуры до 39,4 °C и 11,1 °C.

Относительная влажность воздуха 80-90 % в вегетационный период.

Осадки: от 3-10 мм в декабре-марте, до 1176 мм в июле.

Средние летние температуры (день/ночь) 28-32°С/24°С, зимние 31-35 °C/19-23 °C.

## История
Обнаружен в Мьянме в 1864 г. преподобным отцом Самюэлем Паришем (C.S. Parish), который служил настоятелем местной церкви и был страстным любителем орхидей. Париш отослал найденные экземпляры компании Мессера Лоу в принадлежащий ей ботанический сад Кью. В 1865 г. в «Ботанической газете» появилось описание растения, составленное Генрихом Густавом Райхенбахом.

## В культуре

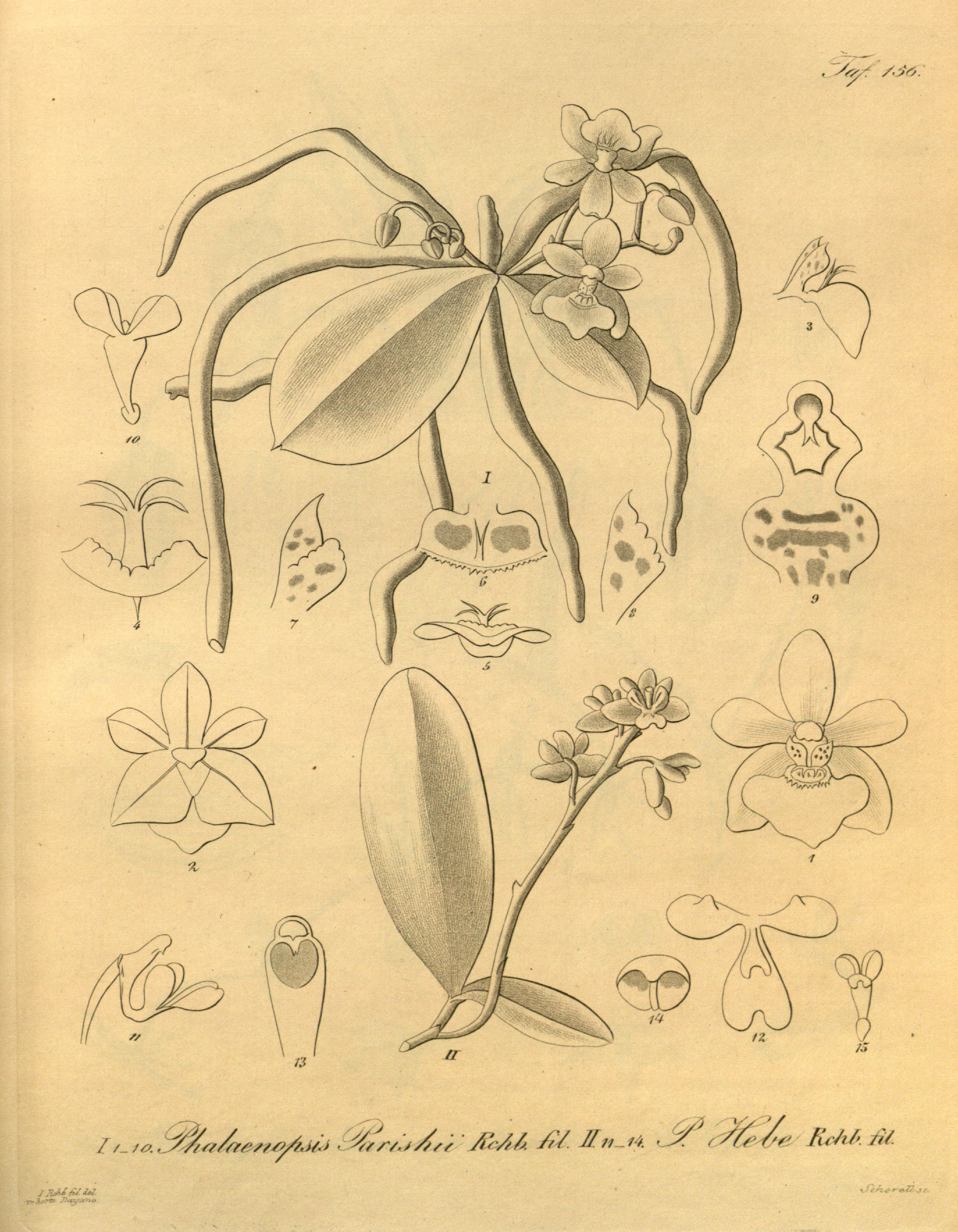
Ботаническая иллюстрация из книги «Xenia Orchidacea» vol. 2 tab. 156, 1874 г.

В культуре считается сложным растением. 
Температурная группа — теплая. Летняя температура воздуха днем 28-32°С, ночью 24 °C. Зимняя 31-35°С днем, 19-23 °C ночью.
Требования к свету: 1500 FC, 16140 lx, по другим данным 15000 lx.
Относительная влажность воздуха — 70—80 % круглый год.
В период активной вегетации полив обильный. Субстрат всегда должен оставаться слегка влажным, но не мокрым.
С ноября по март период покоя. Полив следует сократить. В культуре может не сбрасывать листья, если растение зимой не пересушивать.
Наиболее предпочтительна посадка на блок. Между поверхностью блока и корнями растения устраивают толстую прокладку из мха, погружая в неё корни.
Пересадка — по мере вымывания разложившегося мха и в случае перерастания блока. Слежавшийся потерявший свои свойства мох можно аккуратно удалить и подлолжить новый не пересаживая растение. После пересадки растение не поливают несколько дней.
В гибридизации используется для получения мини-фаленопсисов.

## Некоторые первичныегибриды(грексы)
- Green Imp' — fimbriata х parishii (Fredk. L. Thornton) 1973
- Iwan Kolopaking — parishii х violacea (Atmo Kolopaking) 1981
- Java Paris — javanica х parishii (Hou Tse Liu) 1995
- Love gift — parishii х gibbosa (Hou Tse Liu) 2000
- Lovely Kid — lobbii х parishii (Hou Tse Liu) 2005
- Memoria Mildred Holt — lindenii х parishii (D. Frank) 1999
- Micro Nova — maculata х parishii (Dr Henry M Wallbrunn) 1980
- Minuet — lueddemanniana х parishii (Dr Henry M Wallbrunn) 1976
- Paris Star — stuartiana х parishii (Hou Tse Liu) 2003
- Parma — mannii х parishii (Bertil Norrsell) 1971
- Partris — equestris х parishii (Fredk. L. Thornton) 1965
- Pink Heart — schilleriana х parishii (Dr Henry M Wallbrunn) 1979